# 2025 no cinema
2025 no cinema apresenta um panorama dos eventos do ano, incluindo cerimônias de premiação e festivais. A Shochiku e a Gaumont celebraram seus 130 anos; a 20th Century Studios e a Republic Pictures comemoraram seus 90 anos; e o Studio Ghibli celebrou seu 40º aniversário. O primeiro filme musical da Metro-Goldwyn-Mayer, "The Broadway Melody" (1929), conhecido por ser o primeiro filme sonoro a ganhar o Oscar de Melhor Filme, entrou em domínio público este ano.
Além dos novos lançamentos, diversos filmes serão relançados nos cinemas para celebrar seus aniversários, como "A Noviça Rebelde" (1965), "Monty Python em Busca do Cálice Sagrado", "Tubarão", "The Rocky Horror Picture Show" (todos de 1975), "Os Goonies", "Back to the Future", "Rocky IV" (todos de 1985), "Babe, o Porquinho Atrapalhado", "As Patricinhas de Beverly Hills" (ambos de 1995), "Star Wars: Episódio III – A Vingança dos Sith", "Orgulho e Preconceito", "O Segredo de Brokeback Mountain", "Harry Potter e o Cálice de Fogo"  (todos de 2005), "Cisne Negro" (2010), Interstellar (2014) e Avatar: O Caminho da Água (2022).

## Maiores bilheterias de 2025
| Ranque | Título                                    | Distribuidor             | Bilheteria global |
| ------ | ----------------------------------------- | ------------------------ | ----------------- |
| 1      | Ne Zha 2                                  | Beijing Enlight Pictures | US$ 2 223 257 850 |
| 2      | Lilo & Stitch                             | Disney                   | US$ 1 025 453 027 |
| 3      | A Minecraft Movie                         | Warner Bros.             | US$ 955 149 195   |
| 4      | Jurassic World Rebirth                    | Universal                | US$ 828 832 885   |
| 5      | How to Train Your Dragon                  | Universal                | US$ 626 363 775   |
| 6      | Mission: Impossible – The Final Reckoning | Paramount                | US$ 596 513 515   |
| 7      | Superman                                  | Warner Bros.             | US$ 594 690 135   |
| 8      | F1                                        | Warner Bros. / Apple     | US$ 590 548 183   |
| 9      | Detective Chinatown 1900                  | Wanda Pictures           | US$ 508 922 947   |
| 10     | The Fantastic Four: First Steps           | Disney                   | US$ 469 480 403   |

## Recordes de bilheteria
- Ne Zha 2 tornou-se o 57º filme a arrecadar 1 bilhão de dólares mundialmente, o sétimo filme a arrecadar 2 bilhões de dólares mundialmente, o terceiro filme mais rápido a ultrapassar a marca de um bilhão de dólares em 12 dias, e o segundo mais rápido a atingir a marca de 2 bilhões de dólares.
  - Superou "The Battle at Lake Changjin" para se tornar o filme chinês de maior bilheteria e o filme não-inglês de maior bilheteria.[18] Tornou-se o filme de animação de maior bilheteria de todos os tempos, bem como o 5º filme de maior bilheteria no geral.[19][20]
  - Ultrapassou "Divertida Mente 2" (2024) como o filme de animação de maior bilheteria,[21] quebrando uma sequência de 14 anos da Disney com o título após recuperá-lo com "Toy Story 3" (2010). Ao fazer isso, a Enlight Pictures tornou-se o primeiro estúdio não-Hollywoodiano a deter essa distinção.[22]
  - Superou "Super Mario Bros. O Filme" (2023) como o filme de animação não-Disney de maior bilheteria de todos os tempos, e o primeiro filme desde "Shrek 2" (2004) a não ser distribuído pela Universal Pictures a deter esse marco.
  - Tornou-se o 57º filme a arrecadar 1 bilhão de dólares mundialmente e o 14º filme de animação a fazê-lo.
  - Tornou-se o primeiro filme chinês e o primeiro filme não-inglês a arrecadar 1 bilhão e 2 bilhões de dólares mundialmente.
  - Tornou-se o primeiro filme a arrecadar mais 1 bilhão de dólares antes de estrear nos cinemas dos Estados Unidos.[23]
  - Superou "Star Wars: O Despertar da Força" para se tornar o filme de maior bilheteria em um único mercado. Também se tornou o primeiro filme a faturar 1 bilhão e 2 bilhões de dólares em um único mercado.[24]
  - Em 2 de março, 33 dias após o lançamento, Ne Zha 2 ultrapassou 2 bilhões de dólares, o primeiro filme de animação na história a fazê-lo. É o sétimo filme no geral a atingir esse marco.[25]
  - Também se tornou o primeiro filme na história a exceder 2 bilhões de dólares mundialmente sem também arrecadar pelo menos 600 milhões de dólares na América do Norte.
  - Do total bruto, menos de 60 milhões de dólares (menos de 3%) vieram de fora da China.[26]
  - O Fengshen Cinematic Universe tornou-se a primeira franquia de filmes chinesa e não-inglesa a arrecadar 2 e 3 bilhões de dólares com o lançamento de Ne Zha 2.
- Lilo & Stitch tornou-se o 58º filme a arrecadar 1 bilhão de dólares mundialmente, o 1º filme de live-action/animação a arrecadar 1 bilhão de dólares mundialmente, e estabeleceu o recorde para a maior abertura de uma adaptação live-action de um filme de animação com uma abertura de 341 milhões de dólares.
  - Também estabeleceu o recorde para o maior fim de semana de abertura de 4 dias do Memorial Day nos EUA.[27]
  - Também estabeleceu o recorde para o maior fim de semana de abertura para um filme de live-action e animação, superando "Pokémon: Detetive Pikachu".
  - Tornou-se o segundo filme com a maior pré-venda de ingressos no primeiro dia para um remake live-action da Disney, atrás de "O Rei Leão" (2019).
  - Superou "Os Smurfs" (2011) como o filme de live-action/animação de maior bilheteria de todos os tempos.
  - Tornou-se o primeiro filme dos Estados Unidos a ultrapassar 1 bilhão de dólares de bilheteria em 2025.[28]
- "Um Filme Minecraft" alcançou o maior fim de semana de abertura para uma adaptação de videogame nos EUA, superando "Super Mario Bros. O Filme" (2023).[29]
- "Missão: Impossível - O Acerto Final" arrecadou 204 milhões de dólares mundialmente e teve o maior fim de semana de abertura da franquia.[30]
  - Tanto este filme quanto "Lilo & Stitch" quebraram o recorde para o maior fim de semana de abertura do Memorial Day na história da bilheteria doméstica, com ambos os filmes arrecadando um total combinado de 333 milhões de dólares.[31]
- A franquia How to Train Your Dragon arrecadou 2 bilhões de dólares com o lançamento do remake live-action de mesmo nome.
- A franquia Detetive Chinatown arrecadou mais de 1,5 bilhão de dólares com o lançamento de Detetive Chinatown 1900.[32]
- F1 - O Filme alcançou o maior fim de semana de abertura da Apple Studios com 144 milhões de dólares mundialmente,[33] e ultrapassou "Napoleão" para se tornar o filme de maior bilheteria da produtora mundialmente.[34]
  - Também se tornou o filme de maior bilheteria da carreira de Brad Pitt, superando o total de US$ 545 milhões. Com isso, ele ultrapassou "World War Z" (2013), que havia arrecadado US$ 540 milhões.[35][36]
- Superman arrecadou 22,5 milhões de dólares nas pré-estreias de quinta-feira à noite, o maior valor para qualquer filme lançado em 2025.[37]
- O Universo Cinematográfico Marvel (MCU) tornou-se a primeira franquia de filmes a arrecadar US$ 32 bilhões com os lançamentos de "Capitão América: Admirável Mundo Novo", "Thunderbolts*" e "Quarteto Fantástico: Primeiros Passos".

## Eventos

### Cerimônias de premiação programadas
| Data                  | Evento                                       | Premiação                                                       | Locação                                    | Ref.   |
| --------------------- | -------------------------------------------- | --------------------------------------------------------------- | ------------------------------------------ | ------ |
| 5 de janeiro          | 82.º Golden Globe Awards                     | Golden Globes, LLC                                              | Beverly Hills, Califórnia, Estados Unidos  | [ 38 ] |
| 18 de janeiro         | 17.º Prêmio Gaudí                            | Academia Catalã de Cinema                                       | Barcelona, Catalunha, Espanha              | [ 39 ] |
| 20 de janeiro         | 30.º Prêmio Lumière                          | Académie des Lumières                                           | Paris, França                              | [ 40 ] |
| 25 de janeiro         | 12.º Prêmio Feroz                            | Asociación de Informadores Cinematográficos de España           | Pontevedra, Galícia, Espanha               | [ 41 ] |
| 26 de janeiro         | 29° Satellite Awards                         | Prêmios Satellite                                               | Los Angeles, Califórnia, Estados Unidos    |        |
| 1 de fevereiro        | 4.º Prêmio Carmen                            | Academia del Cine de Andalucía                                  | Córdoba, Andaluzia, Espanha                | [ 42 ] |
| 2 de fevereiro        | 52.º Saturn Awards                           | Academy of Science Fiction, Fantasy and Horror Films            | Universal City, Califórnia, Estados Unidos | [ 43 ] |
| 7 de fevereiro        | 30.º Critics' Choice Awards                  | Critics Choice Association                                      | Santa Monica, Califórnia, Estados Unidos   | [ 44 ] |
| 8 de fevereiro        | 39.º Prêmio Goya                             | Academia de las Artes y las Ciencias Cinematográficas de España | Granada, Andaluzia, Espanha                | [ 45 ] |
| 8 de fevereiro        | 52.º Annie Awards                            | ASIFA-Hollywood                                                 | Los Angeles, Califórnia, Estados Unidos    | [ 46 ] |
| 16 de fevereiro       | 78.º British Academy Film Awards             | British Academy of Film and Television Arts                     | Londres, Inglaterra, Reino Unido           | [ 47 ] |
| 22 de fevereiro       | 14.º Prêmio Magritte                         | Académie André Delvaux                                          | Ixelles, Bruxelas, Bélgica                 | [ 48 ] |
| 23 de fevereiro       | 31st Screen Actors Guild Awards              | Prémios Screen Actors Guild                                     | Los Angeles, Califórnia, Estados Unidos    |        |
| 28 de fevereiro       | 45th Golden Raspberry Awards                 | Framboesa de Ouro                                               | Los Angeles, Califórnia, Estados Unidos    |        |
| 23 de fevereiro       | 31.º Screen Actors Guild Awards              | SAG-AFTRA                                                       | Los Angeles, Califórnia, Estados Unidos    | [ 49 ] |
| 1 de março            | 45.º Golden Raspberry Awards                 | Golden Raspberry Awards Foundation                              | Los Angeles, Califórnia, Estados Unidos    |        |
| 2 de março            | 97.º Academy Awards                          | Òscar                                                           | Los Angeles, Califórnia, Estados Unidos    | [ 50 ] |
| 10 de março           | 33.º Prêmio do Sindicato de Atores e Atrizes | Unión de Actores y Actrices                                     | Circo Price, Madrid, Espanha               | [ 51 ] |
| 30 de maio-1 de junho | 13º Prêmio Canadense de Cinema               | Academy of Canadian Cinema & Television                         | Toronto, Canadá                            | [ 52 ] |
| 30 de julho           | 24° Prêmio Grande Otelo do Cinema Brasileiro | Prêmio Grande Otelo do Cinema Brasileiro                        | Rio de Janeiro, Brasil                     |        |

### Festivais de cinema
| Data                           | Evento                                                 | Premiação                                         | Locação                                   | Ref.   |
| ------------------------------ | ------------------------------------------------------ | ------------------------------------------------- | ----------------------------------------- | ------ |
| 23 de janeiro – 2 de fevereiro | Festival de Cinema de Sundance de 2025                 | Festival Sundance de Cinema                       | Park City, Utah, Estados Unidos           | [ 53 ] |
| 30 de janeiro – 9 de fevereiro | 54.º Festival Internacional de Cinema de Roterdã       | Festival Internacional de Cinema de Roterdã       | Roterdã, Países Baixos                    | [ 54 ] |
| 7 – 17 de fevereiro            | 40.º Festival Internacional de Cinema de Santa Bárbara | Festival Internacional de Cinema de Santa Bárbara | Santa Barbara, Califórnia, Estados Unidos | [ 55 ] |
| 13 – 23 de fevereiro           | 75.º Festival Internacional de Cinema de Berlim        | Festival Internacional de Cinema de Berlim        | Berlim, Alemanha                          | [ 56 ] |
| 13 – 24 de maio                | 78° Festival de Cannes                                 | Festival de Cannes                                | Cannes, França                            |        |
| 13 – 23 de agosto              | 53° Festival de Gramado                                | Festival de Gramado                               | Gramado, Brasil                           |        |
| 12 – 20 de setembro            | 58.° Festival de Cinema de Brasília                    | Festival de Brasília                              | Distrito Federal, Brasil                  | [ 57 ] |
| 16 – 30 de outubro             | 49.° Mostra Internacional de Cinema em São Paulo       | Mostra Internacional de Cinema de São Paulo       | São Paulo, Brasil                         | [ 58 ] |

## Filmes de 2025
- Lista de filmes portugueses de 2025